# NGC 3561B
NGC 3561B is een spiraalvormig sterrenstelsel in het sterrenbeeld Grote Beer. Het hemelobject ligt in de buurt van NGC 3561.

## Synoniemen
- UGC 6224
- DRCG 23-27
- MCG 5-27-11
- ZWG 156.11
- ZWG 155.90
- VV 237
- IRAS11085+2859
- Arp 105
- PGC 33992